# Nicolae Munteanu
Nicolae Munteanu (Brașov, 7 de dezembro de 1951) é um ex-handebolista profissional, trés vezes medalhista olímpico.

## Títulos
- Jogos Olímpicos:
  - Prata: 1976
  - Bronze: 1980, 1984